# Lars Danius
Lars Ingemar Haraldsson Danius, född 14 april 1907 i Kristine församling i Falun, död 24 oktober 1996 i Håsjö församling, var en svensk officer, lärare och författare.

## Biografi
Lars Danius föddes som son till disponent Harald Danius och Sigrid Elfling.

### Militär karriär
År 1929 utnämndes Danius till fänrik vid Bohusläns regemente i Uddevalla. År 1931 blev han underlöjtnant och 1933 löjtnant. Han utnämndes till kapten 1940 och kommenderades 1948 till tjänst vid Västerbottens regemente. Danius fick majors grad 1950, placerades 1952 vid Arméstaben och därefter i reservstat 1955. År 1962 fick han avsked och inträdde som reserv vid Bohusläns regemente. Han utnämndes till överstelöjtnant år 1972.
Som en förlängning av denna karriär gav han ut böckerna Att försvara Sverige – några synpunkter till tjänst för studier och undervisning (1947), Svenskt motstånd och dess förutsättningar (1952), Samhället och försvaret – återblick på svensk försvarspolitik 1809–1955 (1956) och Data och dokument ur försvarsfrågans historia (1958). 

### Lärare
Danius blev filosofie magister 1933, var adjunkt och tjänstgjorde vid Viggbyholmsskolan i Täby som modersmålslärare

## Familj
Lars Danius gifte sig 1935 med Karin Hallengren (1905–1960), med vilken han fick två barn: Kristina (född 1936) och Lars (född 1938). Åren 1961–1966 var han gift med författaren Anna Wahlgren (1942–2022), med vilken han fick två döttrar: litteraturvetaren Sara Danius (1962–2019) och Nina Danius (född 1963).